# Mata-Ratos
Mata-Ratos ist eine Oi!/Punk-Band aus Lissabon.

## Geschichte
Die Band Mata-Ratos (dt. etwa: „Mäuse-Mörder“) gründete sich 1982 in Portugal, in Oeiras bei Lissabon. Sie waren Teil einer Welle neuer Punkbands (u. a. mit Crise Total, Kú-de-Judas, Grito Final), die nach dem Boom des Rock Português Anfang der 80er aufkam. Sie spielten zunehmend häufig Konzerte, meist im Großraum Lissabon. 1984 kam Miguel Newton, ein Nachfahre eingewanderter englischer Juden, als Sänger in die Band, während mit dem Gitarristen Pedro Coelho das einzige Gründungsmitglied der Mata-Ratos verblieb. Sie entwickelten in der Folge einen stärker Oi!-beeinflussten Stil und veröffentlichten 1985 eine erste Demokassette (Manifesto de Combate, dtsch: ‚Manifest des Kampfes‘). Ihre Konzerte, vor allem im Rock Rendez-Vous, wurden neben den Fanzines auch schon von der landesweiten Musikpresse erwähnt.
Nachdem sie bei einem der regelmäßigen und von Musikjournalisten begleiteten Wettbewerbe im Rock Rendez-Vous nach einem polemischen Konzert vom Publikum auf den zweiten Platz gewählt wurden, und nachdem sie ihr zweites Demo Mata-Ratos über 700 Mal im Handverkauf abgesetzt hatten, nahm die EMI/Valentim de Carvalho die Band unter Vertrag. 1990 erschien das Debüt-Album Rock Radioactivo. Ein Video, das zu der Single A Minha Sogra é um Boi (‚Meine Schwiegermutter ist ein Ochse‘) produziert wurde, erhielt u. a. wegen seiner als schockierend empfundenen Szenen (u. a. Geschlechtsverkehr und Gewalt werden angedeutet) nach seiner Erstausstrahlung Sendeverbot auf beiden Kanälen der zu dem Zeitpunkt einzigen Fernsehanstalt des Landes, der staatlichen RTP. Die Berichterstattung und die Diskussion über Zensur 16 Jahre nach der Nelkenrevolution erhöhten den Bekanntheitsgrad der Band, zusammen mit ihren ungewöhnlich derben Texten und dem rauen Klang. Die Verkäufe des Albums nahmen in dem Zusammenhang stark zu, und es erreichte kurzzeitig den 5. Platz der Verkaufs-Charts.
Die zunehmenden Differenzen mit ihrer Plattenfirma führten in der Folge zur Vertragsaufhebung. Ihr Publikum setzte sich zu einem beträchtlichen Teil aus Skinheads zusammen, die zum Teil infolge der negativen einseitigen Presse über Skinheads im restlichen Europa, zum Teil aber auch wegen erster rassistischen Übergriffe rechtsradikaler Skinheads im Land, für einen zunehmend umstrittenen Ruf der Band sorgte. Vor allem Sänger Newton mit seinem eindeutigen Skinhead-Haarschnitt und -Outfit, sorgte mit rauem und brüllendem Gesang und seiner unangepassten Art für ein als böse empfundenes Image der Band. Auch äußerte sich die Band kaum zu den Vorwürfen und kokettierte gelegentlich mit den Verdächtigungen, etwa bei Ansagen oder Wortspielen bei ihren Titeln. Szenegängern fielen die eindeutigen T-Shirt-Motive des Sängers auf, etwa die von ihm häufig getragenen T-Shirts der eindeutig antifaschistischen Bands Ludwig Von 88 oder Killing Joke, doch nahmen die allgemeinen Gerüchte um rechtsradikales Konzertpublikum zu. Es kam vereinzelt zu gewalttätigen Vorfällen mit rechtsorientierten Besuchern auf Konzerten von Mata-Ratos. Im Verlauf der weiteren Radikalisierung der rechtsradikalen Skinheadszene auch in Portugal wurden keine näheren Verwicklungen der Band mit dieser bekannt, weder von Bandmitgliedern noch durch Konzerte mit rechten Bands o. ä. Mit der Zunahme der unpolitischen bis antifaschistischen Skinheadszene in Europa und ihren zunehmenden Aktivitäten nahm auch der internationale Austausch zwischen Skinheads zu. So wurde die 1993 bei einem Independent-Label in Portugal erschienene EP Xu-pá-ki (lautmalerisch, dtsch. etwa.: ‚Lutsche hier‘) 1995 in Deutschland wiederveröffentlicht, und Beiträge von ihnen erschienen zu verschiedenen Compilations u. a. in Brasilien und den USA. Auch ihre Tour 1995 durch Deutschland, zusammen mit der brasilianischen Oi-Band Garotos Podres, brachte sie mit anderen Bands zusammen, etwa Oxymoron oder Braindance, und die Ska-beeinflussten Lieder in ihrem Repertoire nahmen zu. Die Verdächtigungen hinsichtlich rechter Verstrickungen der Band nahmen in der Folge weiter ab.
1999 nahmen sie mit Sente o Ódio (‚Spüre den Hass‘) ein zunehmend vom New York Hardcore beeinflusstes Album auf. Mit Pedro Coelho verließ im gleichen Jahr das letzte Gründungsmitglied die Band. Sänger Miguel Newton blieb als Konstante bei den zahlreichen personellen Veränderungen seit seinem Einstieg 1984. Ihre weiteren Alben nahmen Mata-Ratos für das portugiesische Punk&HC-Label Ataque Sonoro und das Punk&Alternative-Label Rastilho Records auf. Sie spielten auch auf größeren Festivals (z. B. mit The Exploited, Ratos de Porão, NOFX u. a.), doch sind sie vor allem für ihre intimeren Auftritte in kleinen Konzertorten, Bars oder auch Vereinsheimen bekannt. Nachdem die Xutos & Pontapés seit 1988 nicht mehr als Punkband der Subkultur gesehen werden können, ist Mata-Ratos heute die dienstälteste Punkband in Portugal.

## Musikstil und Texte
Die Musik ist dem Oi!- und Punk-Stil zuzuordnen, im Verlauf der Bandentwicklung kamen Einflüsse von Ska und besonders Hardcore dazu. Auch vereinzelte, teils ironisch gemeinte Einflüsse ganz anderer Musikstile und Folklore-Anspielungen sind punktuell zu hören. Die Texte sind durchweg in Portugiesisch und richten sich, in teils aggressivem, teils hedonistisch-fröhlichem Grundton, gegen Missstände und Moralvorstellungen der bürgerlichen Gesellschaft. Sie handeln beispielsweise von Vorurteilen gegen Einwanderer und den Problemen der Auswanderer, oder beschreiben Kulturverfall und Willkür, aber auch menschliche Schwächen. Sie wechseln zwischen offen kritisch und zynisch, zwischen humorvoll und hasserfüllt. Viele ihrer Texte sind geprägt von einer nihilistisch anmutenden Lebensfreude, die geprägt ist von Widerstand, Alkohol, und der bewussten Abgrenzung gegen Leitkulturen und Subkulturen. Ganz allgemein bestimmt ein durchweg pessimistisches Menschenbild die Texte der Band.

## Rezeption
Die Popularität von Mata-Ratos in der Alternative-Szene Portugals liegt begründet in der langen Geschichte der Band und ihrer konsequenten Unangepasstheit, aber auch in ihren rauen Umgangsformen und ihrer kritischen, teils provokanten Haltung gegenüber allen Gesellschaftsgruppen. Erst in späteren Jahren gelang es ihnen, auch sachlicher und gelassener zu antworten auf Vorwürfe von Presse und Musikszene, die sie etwa mit Rechtsradikalismus in Verbindung brachten. Bei aller weiterhin gezeigten Neigung zur Provokation haben sie inzwischen auch offen Stellung bezogen gegen Rechtsradikalismus, auch rückwirkend. Zusätzlich zu der von ihnen stets geäußerten Erwiderung, es sei zuerst Aufgabe des Publikums, auf Konzerten agitierenden Neonazis entgegenzutreten, formulierten sie in späteren Interviews auch explizite Ablehnung von diskriminierenden Positionen. Bei aller Ablehnung vor allem radikaler politischer Positionen, betonen sie weiterhin ihren unpolitischen Status als Band, etwa wenn sie keine Berührungsängste zeigen zu sowohl linksorientierten Bands (z. B. beim Poison-Idea-Tribut-Projekt Hangover Heartattack), als auch zu rechtsorientierten Bands (z. B. mit Ultima Thule auf einem US-amerikanischen 7"-EP-Sampler).
Ihre deutliche Sympathie für die Volkskultur und ihr gleichzeitig respektloser Umgang mit nationalen Symbolen und Begriffen, bei ihrer steten Kritik an Gesellschaft und Politik, brachten ihnen immer wieder Anfeindungen von den verschiedensten Seiten, sorgten langfristig aber auch für eine gemeinsame Basis ihrer Fans im Land. Auch ihre Konzerte in kleinen Orten und ihre konsequente Abkehr vom etablierten Musikbetrieb des Landes festigten ihren Ruf einer eigenwilligen und unabhängigen Band. Außerhalb des Landes jedoch konnten sie, trotz zahlreicher Konzerte und Veröffentlichungen u. a. in Frankreich, Spanien und Deutschland, keine größere Fangemeinde generieren. Gründe dürften die portugiesischen Texte und die nicht immer szenetypischen Lieder sein. So sind sie in Portugal eine Band mit treuer Anhängerschaft in Kreisen von Punks, Skins und Hardcore-Fans, aber auch unter Teilen der Heavy-Metal-Fans, Alternative-Rock-Hörern und andere, während sie international in erster Linie für ihre Oi!-affinen Tonträger bekannt sind, bei Schallplatten-Sammlern der Szene, aber auch bei denen, die ein besonderes Interesse pflegen für bewährte Bands mit Wurzeln in den 1980er Jahren, oder sich für die Oi!&Punk-Szenen auch in den weniger zentralen Ländern interessieren.

## Diskografie
- 1990: Rock Radioactivo (EMI)
- 1995: Estás Aqui, Estás Ali... (Drunk Records)
- 1997: Xu-Pá-Ki (Kompilation, Drunk Records)
- 1999: Sente o Ódio (Alarm! Records)
- 2002: Lisbonne vs. Paris (Split-Album mit Urban Crew, Bords De Seine)
- 2004: És um Homem ou és um Rato? (Ataque Sonoro)
- 2005: Festa Tribal (Live-Album, Rastilho Records)
- 2007: Novos Hinos para a Mocidade Portuguesa (Rastilho Records)
- 2016: Banda Sonora Do Apocalipse Anunciado (Rastilho Records)